# Samantha Geimer
Samantha Geimer, nacida Samantha Jane Gailey, es una escritora y actriz estadounidense.

## Vida y carrera
Samantha Gailey nació en Estados Unidos en 1963. A la edad de trece años, atrajo la atención del director Roman Polanski y posteriormente fue enviada a sesiones de fotos ante la insistencia de su madre y Polanski. Estos tuvieron lugar en la casa del actor Jack Nicholson. Polanski le dijo que las imágenes eran para la revista Vogue.
Pero en lugar de tomar fotos, se dice que Polanski le dio alcohol y metacualona y luego la violó. Incluso después de más de tres décadas, el delito sigue ocupando a la opinión pública y a los tribunales.
Samantha Gailey se retiró del ojo público. En 2013, con la ayuda de su abogado Lawrence Silver y la autora Judith Newman, publicó The Girl: A Life in the Shadow of Roman Polanski donde detalla sus experiencias con Polanski. Años más tarde, también dijo en público que perdonaba a Polanski y que lo entendía.

## Obras

### Libros
- The Girl: A Life in the Shadow of Roman Polanski

### Filmografía
- 2008: Roman Polanski: Wanted and Desired
- 2008: The View (1 episodio)
  - 2009: Access Hollywood (1 episodio)
- 2003–2010: Larry King Live (2 episodios)
- 2012: Roman Polanski: Odd Man Out
- 2013: Good Day L.A. (1 episodio)
- 2013: Le grand journal de Canal+ (1 episodio)
- 2013: 60 Minutes (1 episodio)